# Élamite
L'élamite est une langue morte parlée en Élam jusqu’à l’époque d’Alexandre le Grand. Son usage nous est connu à travers l’écriture élamite cunéiforme, adaptée des systèmes graphiques suméro-akkadiens à partir de 2500 av. J.-C. environ. Mais aussi à travers un système d'écriture original, l'élamite linéaire utilisé à partir de 2150 av. J.-C. environ, peut-être issu du proto-élamite, et déchiffré depuis 2017-2020 (publication en 2022).  

## Histoire
L'élamite était parlé du XXIXe siècle av. J.-C. siècle jusqu'aux alentours de la conquête de la Perse antique par Alexandre le Grand, au IIIe siècle av. J.-C.
Il est possible (mais non prouvé) qu’un état antérieur de la langue élamite ait été parlé dans les plateaux iraniens dès la fin du IVe millénaire av. J.-C. comme langue vernaculaire de la culture proto-élamite : celle-ci avait en effet inventé son propre système d’écriture, de nature pictographique.

## Classification
L’élamite était une langue agglutinante sans lien décelable avec les langues sémitiques voisines (à commencer par l’akkadien) et pas davantage avec les langues caucasiennes. Les rapprochements de l’élamite avec le sumérien se sont révélés infructueux ; en revanche, un lien avec les langues dravidiennes (dont l'actuel brahoui) est possible, quoique controversé. Celles-ci sont parlées de nos jours dans le sud du Deccan, mais on soupçonne une extension bien plus vaste à l’âge du Bronze, jusqu’au contact de l’aire culturelle de la vallée de l'Indus (actuel Pakistan). Dans cette dernière hypothèse, la proximité territoriale avec la zone de l'élamite pourrait expliquer des ressemblances. 
La thèse selon laquelle l'élamite serait une langue indo-européenne, quoique controversée à l'instar de la thèse dravidienne a donné lieu à plusieurs articles universitaires sur le corpus proche de l'indo-européen ainsi que sur le système phonologique de l'élamite ,. Cependant la faible taille du corpus dont disposent les linguistes ne permet pas de classer définitivement cette langue.
Elle est ainsi considérée comme un isolat linguistique.

## L'écriture élamite
Au cours du temps, trois graphies élamites se sont succédé. L'élamite cunéiforme est déchiffré, et le linéaire l'est depuis 2017. Le proto-élamite reste non déchiffré.
Le proto-élamite est la plus ancienne. On la retrouve autour de 2900 av. J.-C. à Suse, capitale d'Élam. L'écriture proto-élamite aurait été développée à partir d'une écriture préexistante qui débouche aussi sur l'écriture mésopotamienne. Elle utilise environ un millier de signes, logographiques et numériques, et sert exclusivement à enregistrer des opérations administratives.
L'élamite linéaire est un système qui est peut-être dérivé du proto-élamite et fut utilisé avec certitude vers la fin du IIIe millénaire av. J.-C., bien qu'il ait pu être mis au point plus tôt. Son déchiffrement a été annoncé en 2020, bien que le déchiffrement ait été débuté en 2017 par le chercheur François Desset et son équipe. Ce système d'écriture phonétique se base sur 77 signes, ce qui en fait l'unique syllabaire connu du troisième millénaire av. J.-C., bien avant le syllabaire minoen utilisé 800 ans plus tard,. 

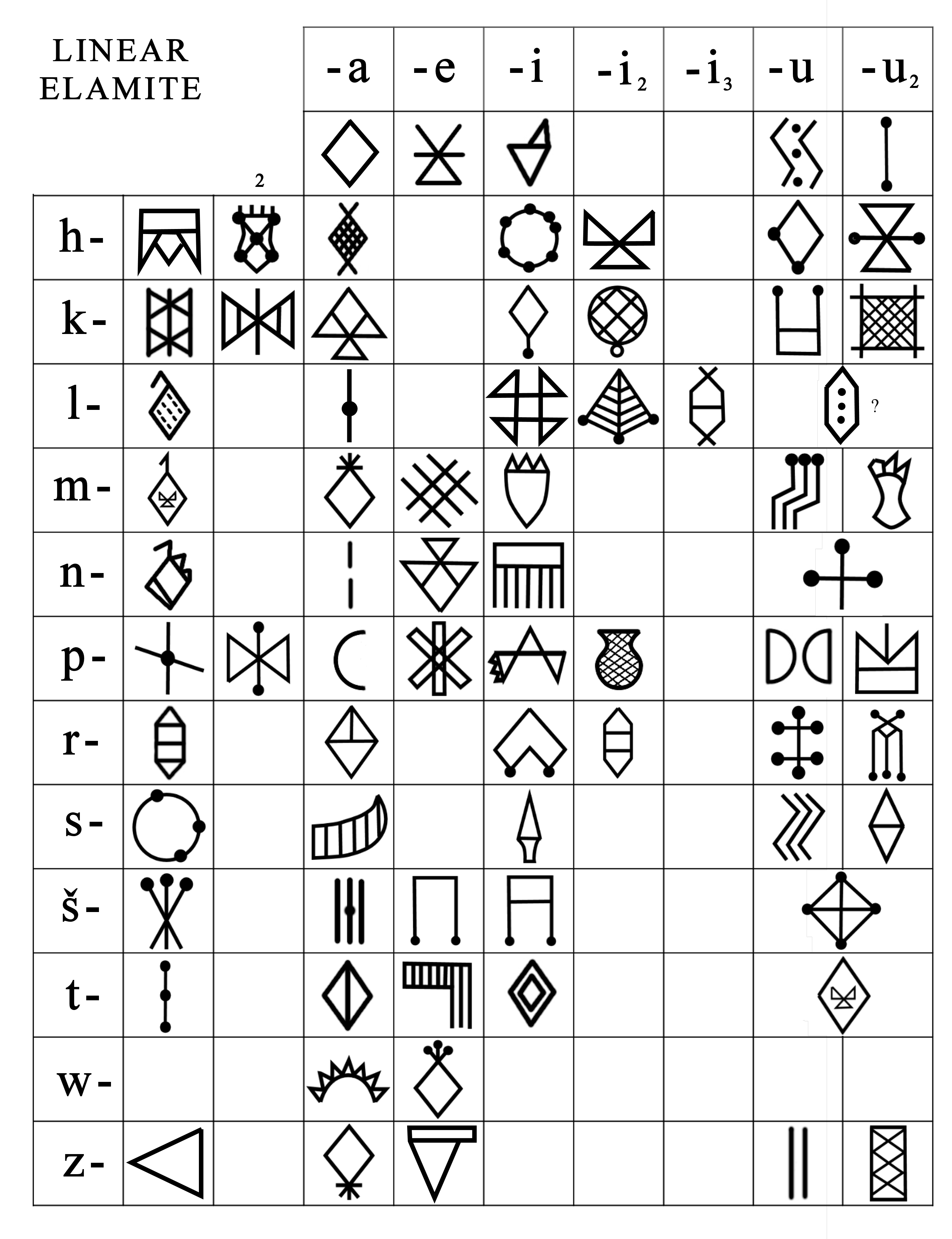
Liste des symboles de l'élamite linéaire, selon Desset et al. (2022)

L'élamite cunéiforme fut en usage de 2500 à 330 av. J.-C., adaptée à partir de l'akkadien. Cette écriture consiste en 130 symboles, soit bien moins que la plupart des autres écritures cunéiformes.

## Phonologie
La phonologie précise de l’élamite est encore plus méconnue que celle du sumérien, car l'écriture cunéiforme dans laquelle l'élamite est rédigé s’avère ne la retranscrire que très approximativement. À ce titre, le déchiffrement en 2020 de l'écriture élamite linéaire entièrement phonologique et a priori adaptée à la prononciation de l'ancien élamite devrait permettre des avancées dans l'étude de la phonologie. Il est cependant possible d'identifier certains éléments de grammaire et préciser approximativement la signification de certains mots racines. Le déchiffrement de l'élamite linéaire permettra potentiellement d'améliorer la connaissance de la phonologie de cette langue.
L’énoncé était structuré en racines et bases, qui pouvaient être nominales, verbales ou nominoverbales, sur lesquelles étaient sufixées des particules précisant la nature des unités lexicales ainsi constituées. Les racines terminées par une voyelle pouvaient directement servir de base à des dérivations, mais celles terminées par une consonne devaient recevoir une voyelle thématique pour ce faire.
Concernant les consonnes, l'élamite comprenait les occlusives /p/, /t/ et /k/, les fricatives /s/, /ʃ/ et /z/ bien que leurs prononciations exactes ne soient pas connues, les consonnes nasales /m/ et /n/, les sons /l/ et /r/ ainsi que le son /h/, qui disparait en néo-élamite tardif.
Les voyelles attestées sont /a/, /i/ et /u/, ainsi que potentiellement /e/[réf. nécessaire].

## Grammaire
Les traits essentiels de la langue élamite sont connus, même s'il reste de nombreuses zones d'ombre en raison de la relative rareté des textes rédigés dans cette langue qui nous sont parvenus.
L’élamite ne connaissait pas les flexions, mais usait au contraire de suffixes et de particules grammaticales. Les noms étaient répartis en genres animé et inanimé, les animés étant déclinés non pas en cas mais en personnes, tandis que les inanimés étaient répartis en trois classes.
- Animés : 			
  - locutif : 	« -k » 	le nom animé est celui qui parle (1re personne du singulier) ;
  - allocutif : 	« -t » 	le nom animé est celui à qui on parle (2e personne du singulier) ;
  - délocutif : 	« -r » 	le nom animé est celui dont on parle (3e personne du singulier) ;
  - pluriel : 	« -p » 	le prédicat porte sur plusieurs instances du nom animé (toutes les personnes du pluriel).
- Inanimés : 			
  - classe en : 	« -me » 	noms abstraits ou de choses, collectifs animés et inanimés, fonctions et qualités humaines ;
  - classe en : 	« -n » 	classe ancienne, dite dialectale, contenant des noms de lieux et d’inanimés du genre neutre ;
  - classe en : 	« -t » 	classe ancienne, dite dialectale, contenant des inanimés représentant un ensemble d’éléments.

Les noms animés prenaient ainsi au singulier un suffixe indiquant la personne qui parle (locutif : « sunkik » « (moi) le roi »), la personne à qui l’on parle (allocutif : « *sunkit » « (toi) le roi ») et la personne dont on parle (délocutif : « sunkir » « (lui) le roi »), mais le pluriel était indifférencié (« sunkip » « les rois »), tandis que les noms inanimés ne connaissaient pas semblable distinction (« sunkime » « le royaume », « murun » « la terre »). Ces suffixes étaient répétés sur tous les déterminants : « nappip kikkip ak murip » « les dieux du ciel et de la terre » (et non pas « les dieux des cieux et des terres » malgré les suffixes pluriels répétés sur ciel et terre) ; « sunkik sunkimek » « (moi) le roi du royaume » ; « sunkir sunkimer » « (lui) le roi du royaume » ; « sunkir pahir » « (lui) le roi protecteur » ; « takkime ume » « ma vie » (littéralement « la vie de moi »). Ce type de construction est en soi suffisamment original pour écarter tout lien évident de l'élamite avec les langues contemporaines géographiquement voisines, par exemple le sumérien ; l'absence de caractère ergatif est une autre divergence fondamentale entre l'élamite et le sumérien.
Le génitif pouvait être exprimé par l’inversion des termes et un suffixe de possession : « Nahhunte-utu pare » « la progéniture de Nahhunte-utu » (littéralement « Nahhunte-utu la progéniture (« par- ») de (« -e ») »). Une autre forme de génitif, plus idiomatique (jamais sur des noms étrangers), reposait sur le suffixe -me : « siyan Inšušinakme » « le temple d’Inšušinak ». Des post-positions pouvaient exprimer un locatif (« Parsip ikka » « chez les Perses », « Našir ma » « à Našir », « siyan appa kuših ma » « dans le temple que j’ai construit »). L’aspect agglutinant se manifestait dans des locutions telles que « duma » « acquérir < prendre-vouloir », ou bien « dama » « attribuer < placer-vouloir ».
Le verbe « faire » à l’aspect accompli (« hutta- ») se conjuguait de la façon suivante :
| j’ai fait       | huttah  |
| tu as fait      | huttat  |
| il a fait       | huttaš  |
| nous avons fait | huttahu |
| vous avez fait  | huttaht |
| ils ont fait    | huttahš |

La langue désignée par le géographe persan Istakhri au Xe siècle de notre ère comme xuzi (du Xuzistān, c’est-à-dire le Khuzistan, nom moderne de la Susiane) était peut-être un avatar tardif de l’élamite, car elle était décrite comme ne ressemblant à aucune autre langue de la région, ni à l’arabe, ni au persan. [réf. nécessaire]